# 해밀턴 행렬
수학에서 해밀턴 행렬(Hamiltonian matrix,해밀토니언 행렬) 은 JA 가 대칭인 2n-by-2n 행렬 A이며, J는 반대칭행렬(skew-symmetric matrix)이다.
{\displaystyle J={\begin{bmatrix}0&I_{n}\\-I_{n}&0\\\end{bmatrix}}}
In 은 n -by- n 항등행렬이다. 즉, ( JA )T = JA 여기서 ( □ )T는 전치를 나타낼 때만 A는 해밀턴 행렬이다.

## 복소 행렬 확장
해밀턴 행렬(해밀토니안 행렬)의 정의는 두 가지 절차의 방법에서 복소 행렬로 확장 될 수 있다. 한 가지 가능성은 위와 같이 ( JA )T = JA 인 경우 행렬 A 가 해밀토니안이라고 말할 수 있다. 또 다른 가능성은 조건 ( JA )* = JA 을 사용하는 것이다. 여기서 ( □ )*는 공액 전치를 나타낸다.

## 같이 보기
- 에르미트 행렬
- 그람 행렬